# Isaev (cràter)
Isaev és un cràter d'impacte situat a la cara oculta de la Lluna. Està enterament contingut a la part nord-oest del cràter molt més gran Gagarin. La vora exterior nord-occidental d'Isaev està unida a la vora interior de Gagarin.

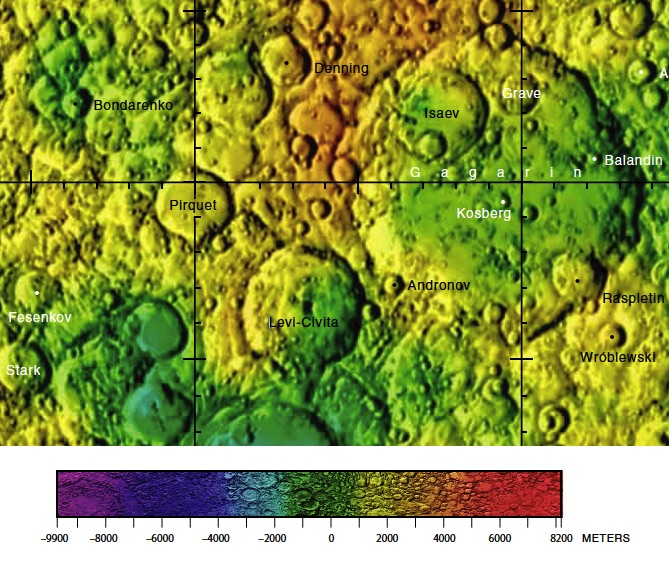
Localització d'Isaev (centre dreta de la imatge)
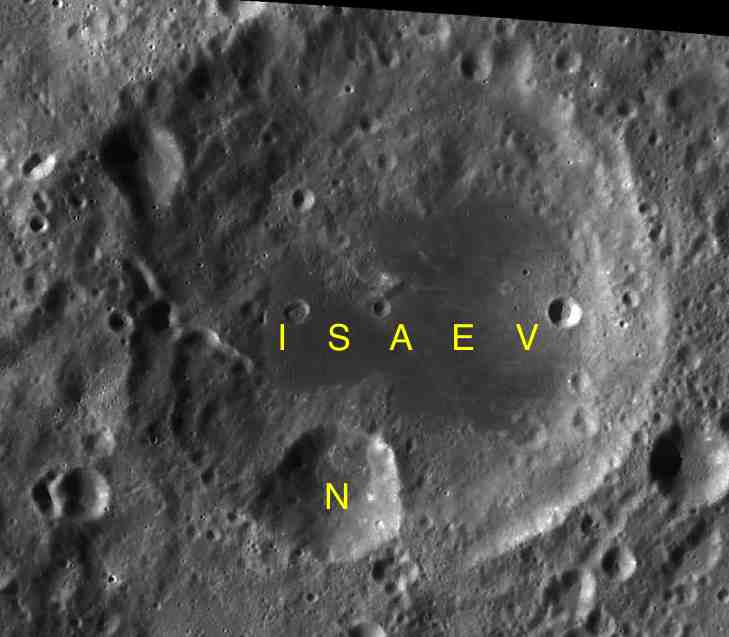
Cràters satèl·lit
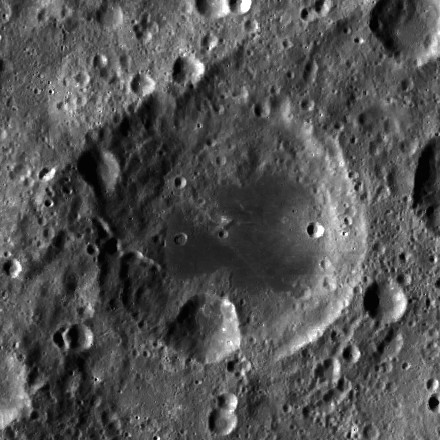
Fotografia de la missió LRO

Tot i que és més recent que Gagarin, continua sent un cràter erosionat. La vora sud és interrompuda per la intrusió del cràter satèl·lit de menor mida Isaev N. Cràters minúsculs es troben a la vora i les parets interiors d'Isaev. Una cadena curta de cràters forma una trajectòria corba sobre la paret interna occidental. Dins del sòl interior apareix una gran zona amb tres lòbuls de material d'albedo inferior. Aquestes superfícies més fosques a la Lluna són típicament formades per fluxos de lava basàltica.

## Cràters satèl·lit
Per convenció aquests elements són identificats en els mapes lunars posant la lletra en el costat del punt central del cràter que està més proper a Isaev.
| Isaev | Coordenades                            | Diàmetre |
| ----- | -------------------------------------- | -------- |
| N     | 18° 42′ S, 147° 18′ E / 18.7°S,147.3°E | 24 km    |